# ريح السد (فلم)
ريح السد (بالفرنسية: L'Homme des cendres) شريط سينمائي تونسي من إخراج نوري بوزيد. فاز بالتانيت الذهبي لأحسن شريط طويل في أيام قرطاج السينمائية لسنة 1986 وشارك في المسابقة الرسمية في مهرجان كان السينمائي في السنة ذاتها.

## ملخص
الهاشمي، نجار شاب من مدينة صفاقس، يتبع نصيحة والديه بالزواج؛ إلا أنه لا يزال مصدوما منذ الطفولة بعد أن اغتصبه أحد المكلفين بتعليمه المهنة هو وصديقه فرفط.

## التقديم الفني
- سيناريو: نوري بوزيد
- الموسيقى: صالح المهدي
- مدير التصوير: يوسف بن يوسف
- التوليف: ميكا بن ميلاد
- الصوت: فوزي ورياض ثابت
- العيار: 35 مم ألوان
- النوع: مأساة

## الممثلون
- مصطفى العدواني
- عماد معلال
- خالد الكسوري
- الحبيب بلهادي
- يعقوب بشيري
- منى نور الدين

## روابط خارجية
- مقالات تستعمل روابط فنية بلا صلة مع ويكي بيانات